# Kabile
Kabile (bulgariska: Кабиле) är ett distrikt i Bulgarien.   Det ligger i kommunen obsjtina Tundzja och regionen Jambol, i den centrala delen av landet, 260 km öster om huvudstaden Sofia.
Trakten runt Kabile består till största delen av jordbruksmark. Runt Kabile är det ganska glesbefolkat, med 24 invånare per kvadratkilometer.